# Cruz del Campo
La Cruz del Campo, también denominado como Templete de la Cruz del Campo es un humilladero medieval declarado Bien de Interés Cultural en la categoría de Monumento, que se ubica en la avenida Luis Montoto de la ciudad de Sevilla, en España.

## Historia

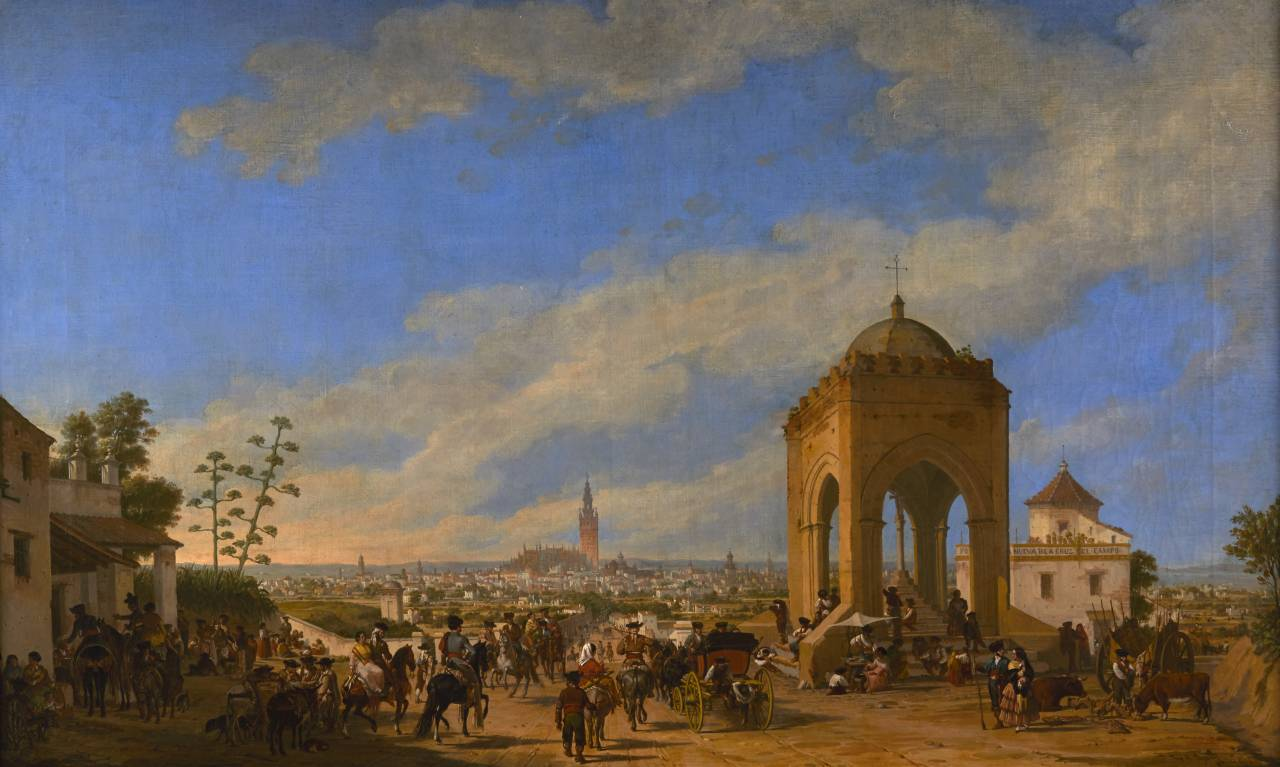
La Cruz del Campo, pintura de Joaquín Domínguez Bécquer (1854)

Su fecha de construcción es dudosa siendo datado por unos el año 1380, cuando lo edificaron los hermanos de la cofradía o hermandad de los negritos llamada Nuestra Señora de los Ángeles (existente desde el siglo XIV y fundada por el arzobispo Gonzalo de Mena y Roelas) situando en su interior una modesta cruz de madera.
Según otras fue en 1482, siendo responsable de tal hecho el corregidor de Sevilla Diego de Merlo (según indica en la cúpula del Templete) pero también se elucubra que el corregidor realizó solo una reforma que sustituiría la cruz de madera por una de piedra y la cubriría con el templete mudéjar. La fecha de restauración definitiva parece que fue el año 1521.
La actual cruz de mármol se atribuye a Juan Bautista Vázquez el Viejo, tallada con las imágenes de Cristo y María en el año 1571. 
Fue en el año 1536 cuando Fadrique Enríquez de Ribera estableció en el humilladero el final del Vía Crucis que partía desde su palacio, por coincidir la distancia entre ambos puntos con la que, según él, había entre el pretorio y el Calvario. Este hecho fue el primer paso de la celebración de la Semana Santa en la ciudad ya que varias hermandades comenzaron a hacer estación de penitencia al Humilladero de la Cruz del Campo.
En 2009 se inauguró la restauración del templete.

## Miscelánea
El nombre del monumento, así como la silueta del mismo, sirvieron de marca a las cervezas La Cruz del Campo producidas por la fábrica que se instaló en 1904 en las inmediaciones, una de las pioneras de España en producción cervecera. Posteriormente se cambió la marca por Cruzcampo, aunque la figura del templete sigue apareciendo en sus envases.